# Кобо, Ори
Ори Кобо (ивр. אורי קובו‎) (род. 24 апреля 1997, Иерусалим) — израильский шахматист и шахматный тренер, гроссмейстер (2017).

## Биография
Научился играть в шахматы в возрасте пяти лет и впервые принял участие в соревнованиях в возрасте десяти лет. В 2012 и 2013 занимал первые места на чемпионатах Израиля до 16 лет, в 2014 занял первое место на чемпионате до 18 лет, в 2017 получил второе место на чемпионате до 20 лет. Участник чемпионатов мира по блицу и быстрым шахматам, неоднократный участник личных чемпионатов Европы. С 2016 работает шахматным тренером и изучает психологию.
Участник Кубка мира 2023 года.

## Спортивные результаты
| Год  | Город           | Турнир                                                            | + | − | = | Результат | Место  |
| ---- | --------------- | ----------------------------------------------------------------- | - | - | - | --------- | ------ |
| 2012 | Петах-Тиква     | «3nd Intl. Festival Petach Tikva 2012 IM»                         | 4 | 0 | 5 | 6½ из 9   | [ 10 ] |
| 2014 | Дуглас          | «PokerStars Isle of Man International Chess Tournament - Masters» | 3 | 4 | 2 | 4 из 9    | [ 11 ] |
| 2015 | Иерусалим       | «Чемпионат Евроопы»                                               | 3 | 3 | 5 | 5½ из 11  | [ 12 ] |
| 2016 | Марианске-Лазне | «MARIENBAD OPEN 2016 - A»                                         | 5 | 1 | 3 | 6½ из 9   | [ 13 ] |
|      |                 | «Israel National Team Championship»                               | 6 | 1 | 2 | 7 из 9    | [ 14 ] |
| 2017 |                 | «Israel National Team Championship»                               | 4 | 0 | 6 | 7 из 10   | [ 15 ] |

## Изменения рейтинга
| Графики недоступны из-за технических проблем. См. информацию на Фабрикаторе и на mediawiki.org. |